# سعد جمعة (سياسي)
سعد جمعة (الطفيلة جنوب الأردن عام 1916 - 1979) رئيس وزراء أردني من أصل كردي. كان مفكرا وكاتبا وأديبا وله إصدارات عديدة. أنهى دراسته الثانوية في مدرسة السلط ثم درس الحقوق في جامعة دمشق وتخرج فيها عام 1947.

## تشكيل الحكومة
كان سعد جمعة من الرموز الأردنية التي لها ثقل في الدولة وقد عمل في مؤسساتها منذ أن أنهى دراسته. كانت فترة عصيبة والأمور آخذة في التصاعد واحتاج الملك إلى من يقف معه في هذه الفترة الحرجة فوقع اختياره على سعد جمعة. كلفه الملك حسين بن طلال برئاسة الوزارة وتشكيل الحكومة خلفا لرئيس الوزراء الشريف حسين بن ناصر عام 1967. وقد شكل سعد جمعة الحكومة مرتين خلال هذا العام.

### الحكومة الأولى
شكَّل الأولى يوم 23 ابريل1967 وحازت ولأول مرة في تاريخ الأردن على الثقة بالإجماع من مجلس النواب الأردني بسبب توقيع الأردن اتفاقية دفاع مشترك مع مصر في عهد الرئيس الراحل جمال عبد الناصر في 30 مايو 1967 ومع العراق في 4 يونيو 1967. استقالت هذه الحكومة بعد حرب حزيران/ حرب الأيام الستة وتحديدا في 1 آب 1967.

### الحكومة الثانية
كلف الملك سعد جمعة ثانية بتشكيل حكومة جديدة في اليوم نفسه وشكلها في اليوم التالي أي في 2 أغسطس 1967 واستمرت حتى 7 أكتوبر 1967 ليشكلها بعده بهجت التلهوني للمرة الرابعة له كرئيس وزراء.
من الملاحظ أنه تم تكليف أربعة حكومات متتابعة خلال عام واحد.
عين بعدها سعد جمعة عضوا في مجلس الأعيان ثم سفيرا في الخارجية استعدادا لتعيينه سفيرا للأردن في المملكة المتحدة. وبقي عضوا في الهيئة الاستشارية حتى توفي.

## كاتب ومفكر
كان مفكرا واسع البحث والاطلاع، عرف عنه الصدق والصراحة في جميع كتاباته. وفي حياته نشر عدة مقالات وكُتب صدر منها:
- - المؤامرة ومعركة المصير بيروت: دار الكاتب العربي، 1968،
  - مجتمع الكراهية بيرون: دار الكاتب العربي 1971،
  - أبناء الأفاعي
  - الله أو الدمار

## مناصبه في الدولة
- - 1948 - 1949 مدير عام المطبوعات والنشر
  - 1949 - 1950 رئيس الشعبة السياسية بوزارة الخارجية
  - 1950 - 1954 سكرتيرا لرئاسة الوزراء - وكيل وزارة الداخلية
  - 1954 - 1958 محافظ العاصمة
  - 1958 - 1959 وكيل وزارة الخارجية
  - 1959 - 1962 سفير الأردن في إيران ثم في سوريا
  - 1962 - 1965 سفير الأردن لدى الولايات المتحدة الأمريكية
  - 1 ابريل 1965 وزير البلاط الملكي الهاشمي
  - 23 ابريل 1967 - 1 أغسطس 1967 رئيس وزراء ووزير الدفاع
  - 2 أغسطس 1967 - 7 أكتوبر 1967 تراس الحكومة الأردنية للمرة الثانية
  - 1 نوفمبر 1967 - 18 سبتمبر 1969 عضو في مجلس الأعيان الأردني
  - 28 أغسطس 1969 - 22 سبتمبر 1969 سفير بوزارة الخارجية
  - 22 سبتمبر 1969- 15 نوفمبر 1970 سفير الأردن لدى بريطانيا
  - 1 أغسطس 1967 عضو في الهيئة الاستشارية

### الأوسمة التي نالها
| - - وسام الكوكب الأردني من الدرجة الأولى - وسام الهمايوني الإيراني من الدرجة الأولى | - - الوسام الصيني من الدرجة الأولى - الوسام الإيطالي من الدرجة الأولى |

## وفاته
توفي عام 1979 إثر نوبة قلبية في لندن، ودفن في عمان.